# Черепаха степова
Черепаха степова (Testudo horsfieldii) — вид черепах з роду Європейські сухопутні черепахи родини Суходільні черепахи. Має 6 підвидів. Інша назва «середньоазійська черепаха».

## Опис
Максимальна довжина карапакса до 29 см. Спостерігається статевий диморфізм — самиці більші за самців. Карапакс сплощений, ззаду дещо зазубрений. У молодих черепах він майже округлий. Надхвостовий (постцентральний) щиток не розділений. Невральні кісткові пластинки, що розташовані під роговими щитками посеред спини, мають поперемінно 4- і 8-кутну форму. Пахвовий та паховий щитки часто відсутні або майже не виражені. Борозна поміж плечовими й грудними щитками проходить через ентопластрон, відсікаючи його задню третину. Борозна поміж стегновими та анальними щитками лежить вище нерухомого кісткового з'єднання між гіпо-і ксифішгастронами. На задній стороні стегон є кілька рогових горбків, розташованих однією групою. Передні лапи тільки з чотирма кігтями й пальцями.
Зверху панцир має колір від жовтувато-оливкового до темно-бурого кольору з темними плямами або без них. Пластрон дуже темний, плями можуть вкривати увесь щит.

## Спосіб життя

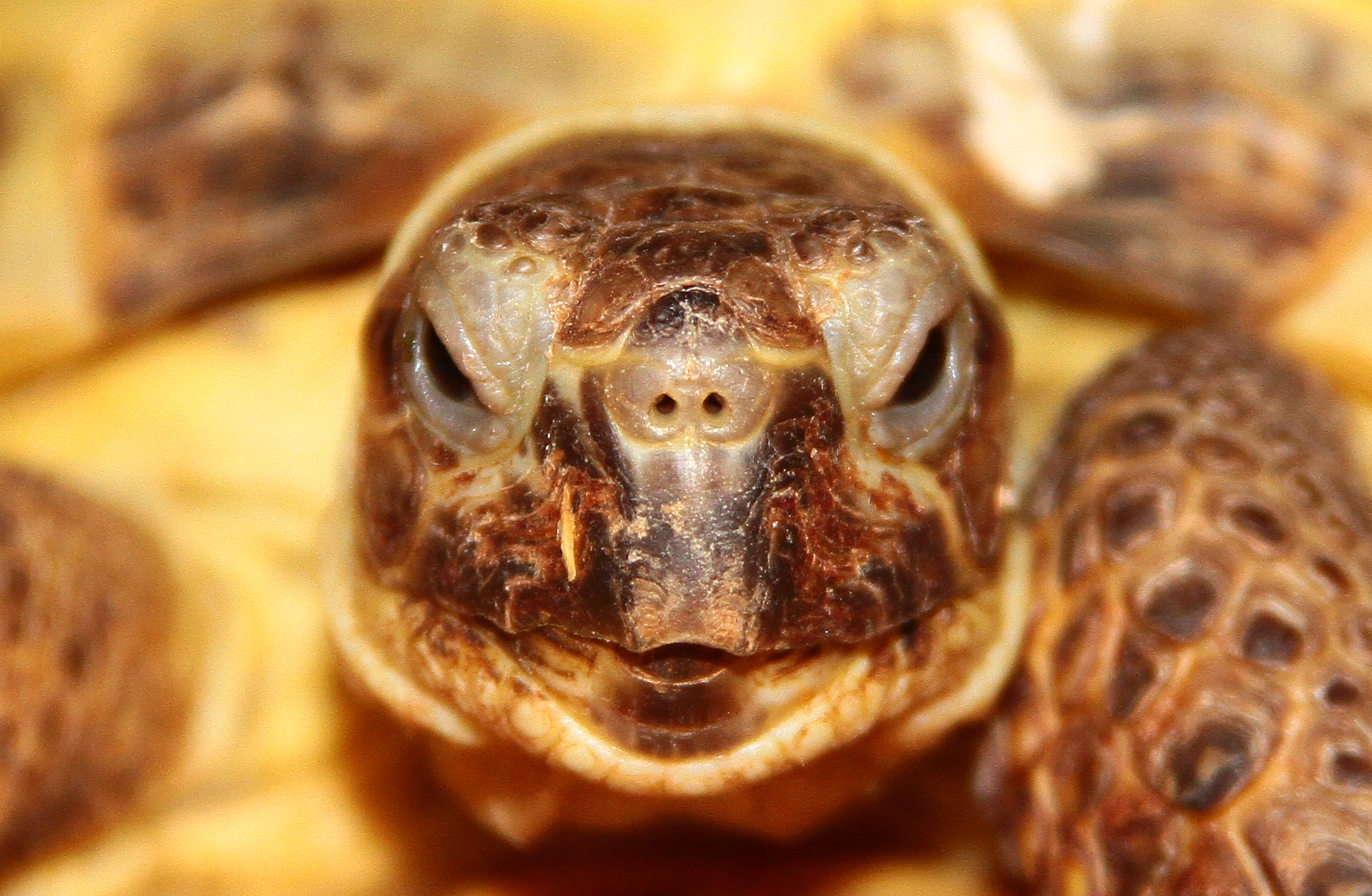
Перед

Полюбляє пустелі, піщані, глинясті місцини, рівнини, схили гір, улоговини, долини, ущелини та гірські степи. Зустрічається до висоти 2300 м над рівнем моря. Зрідка поселяється на сільськогосподарських землях: на околицях полів, баштанів, городів, у садах. Уникає місць з густим трав'янистим покривом, а також ділянок з інтенсивним випасом худоби.
Активна лише вдень. У спекотний час зустрічається тільки вранці й перед заходом сонця. У середині дня тварини ховаються від спеки у тимчасові притулки під кущами, де наполовину зариваються у ґрунт, у нори гризунів або власні нори. За день здатна переміщатися на відстань від 120 м до 2 км. На ніч заривається у неглибокі ямки, іноді залишається на поверхні.
Харчується здебільшого рослинністю, поїдає також сходи сільськогосподарських культур: пшениці, бавовни, динь, кавунів. Зрідка полює на жуків, фаланг, вкрай рідко на мишоподібних.
У червні, коли вигорає ефемерна рослинність, черепахи йдуть у літню сплячку, викопуючи нори завдовжки до 1 м. У пустелях зникають до кінця травня, але в горах або на поливних землях поодинокі особини трапляються у червні і навіть липні. Після рясних дощів черепахи трапляються на поверхні з липня по вересень. Восени знову з'являються наприкінці вересня — жовтні. Іноді осіння активність зберігається не більше 10–12 днів. Часто ж літня сплячка переходить у зимову. На зиму черепахи поглиблюють нори до 2 м. Можуть зимувати у залишених норах гризунів на глибині 25–50 см, де температура ґрунту дорівнює 6-10°С. Черепахи прокидаються навесні у березні — на початку квітня.
Статева зрілість настає на 10–13 році життя при довжині карапакса 11 см. Період розмноження триває з кінця березня до кінця травня. З квітня по червень 2–3 рази за сезон самиця відкладає по 1–6 овальних яєць, вкритих білою вапняною шкаралупою. Їх довжина дорівнює 37–60 мм, ширина 24–37 мм, вага 15–30 г. Всього за сезон самиця відкладає у середньому від 5–6 до 10–16 яєць. Інкубаційний період триває 80–110 діб. Черепашенята сягають 30–50 мм. Вони залишаються зимувати у землі, з'являючись на поверхні навесні наступного року.
Ворогами черепах, особливо молодих, є варани, лисиці, ворони, хижі птахи.
Тривалість життя — 30 років.

## Розповсюдження
Мешкає у південному Казахстані, Туркменістані, Узбекистані, північному й східному Ірані, Афганістані, північно-західному Китаї, передгір'ях Таджикистану, Киргизстані та північному Пакистані.

## Підвиди
- Testudo horsfieldii horsfieldii
- Testudo horsfieldii bogdanovi
- Testudo horsfieldii kuznetzovi
- Testudo horsfieldii kazachstanica
- Testudo horsfieldii terbishi
- Testudo horsfieldii rustamovi